# Ceclavín
Ceclavín es una villa y municipio español de la provincia de Cáceres, Extremadura. Pertenece al partido judicial de Cáceres y a la mancomunidad de la Rivera de Fresnedosa. Las localidades más cercanas a Ceclavín son Acehúche y Zarza la Mayor.
Con 1871 habitantes en 2017, su término municipal se ubica en la península que forman el río Alagón y la rivera de Fresnedosa al desembocar en el río Tajo. Hasta el siglo XX, esta situación geográfica hacía necesario el uso de barcas para acceder a la villa desde las principales localidades de la zona. El pueblo es famoso por ser una de las localidades rurales de España con mayor cantidad de ermitas: entre los siglos XV y XVIII se construyeron en la villa un total de diecisiete, de las cuales se conservan nueve.

## Toponimia
Existen dos opiniones principales sobre el origen del topónimo. Una de ellas, apoyada por la mayoría de vecinos del pueblo, es que deriva del latín Cella-Vini, que significa bodega de vino. Otra corriente defiende que el término procede del árabe Siglabiyín, campamento de esclavos, basado en que una tribu de esclavos musulmanes partió del sur de Coria para colonizar la zona entre Coria y Alcántara.

## Geografía física

### Localización
Su término municipal tiene como límites varias fronteras naturales: el río Alagón al oeste, el Tajo en el sur y en el este está limitado por la rivera de Fresnedosa, formando todo el término una especie de península.
Los municipios limítrofes son:
- Zarza la Mayor al noroeste;
- Alcántara al suroeste;
- Cachorrilla y Acehúche al este.

### Clima
La temperatura a lo largo del año suele oscilar entre los 10 y los 40 grados centígrados, obteniéndose una media anual de 17,5 grados centígrados, en cuanto a las precipitaciones sus valores suelen rondar entre 500 y 800 mm de media anual.

## Historia

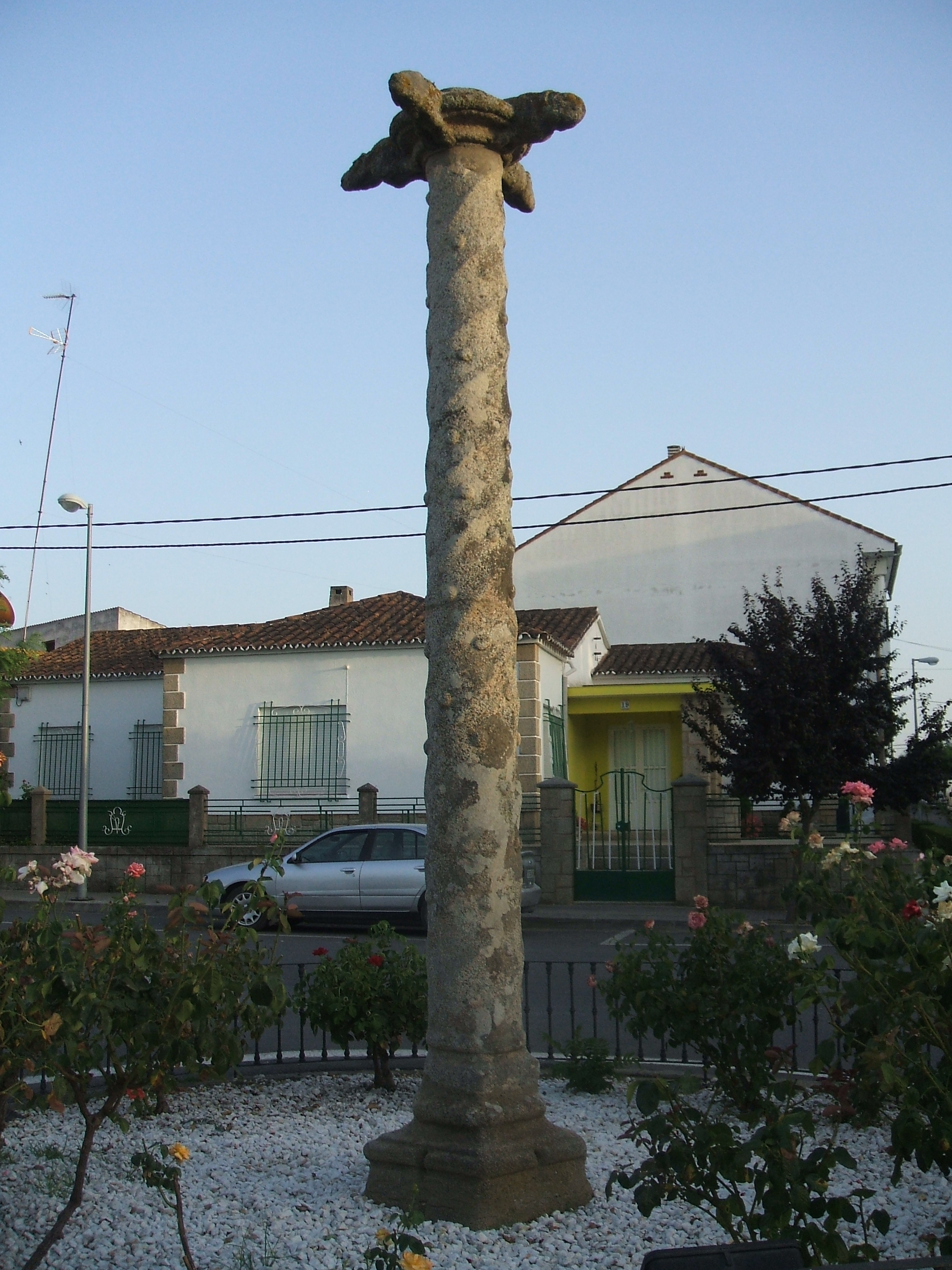
Rollo de Ceclavín

Esta zona ha sido poblada desde muy antiguo como lo atestigua las pinturas rupestres halladas en el Alto del Periñuelo (1500-1200 a. C.) Este asentamiento datado en la Edad de Bronce tenía como función controlar el cruce del río Alagón, debido a su orografía que hacía complicado la práctica de la agricultura, y se mantuvo hasta la dominación romana del territorio.
Se han hallado vestigios de la época romana como la lápida funeraria que se encuentra en la ermita de la Virgen del Encinar
El municipio se fundó ex novo en 1184, cuando fue donado a Coria como cámara episcopal,aunque anteriormente este núcleo de poblamiento ya fue citado en el 870 por el geógrafo musulmán al-Idrisi.
En 1257 quedó establecido como encomienda de la Orden de Alcántara. En 1537 se declaró a Ceclavín villa con potestad de erigir un rollo que implicaba autonomía jurídica. En 1594 formaba parte de la Tierra de Alcántara en la Provincia de Trujillo.
En 1755 se produjo el Motín de los ceclavineros, considerado el único motín en España protagonizado por contrabandistas. El motín se produjo cuando el Administrador interino de Alcántara entró con una ronda a algunas de las viviendas que habían denunciado autoridades ceclavineras. Durante el registro encontró la resistencia de cinco hombres, a los que luego se les sumaría el resto del pueblo. Seiscientos vecinos se rebelaron ante los soldados vigilantes del contrabando que habían irrumpido brutalmente por las calles del pueblo.
A la caída del Antiguo Régimen la localidad se constituye en municipio constitucional en la región de Extremadura, Partido Judicial de Alcántara que en el censo de 1842 contaba con 850 hogares y 4656 vecinos.

## Demografía
Ceclavín cuenta con una población de 1781 habitantes (INE 2024).
| Gráfica de evolución demográfica de Ceclavín entre 1842 y 2021                                                      |
| |
| Población de derecho según los censos de población del INE Población de hecho según los censos de población del INE |

## Transportes
Carreteras
Las carreteras del municipio son las siguientes:
| Nombre                            | Lugar de entrada al pueblo | Lugares a los que va |
| --------------------------------- | -------------------------- | --- |
| EX-372 Callejuela de San Gregorio | Este de la localidad       | Lleva a Acehúche y de ahí a la EX-109, desde donde se puede ir a Portezuelo o a Torrejoncillo.                                                 |
| EX-373 Avenida de los Emigrantes  | Oeste de la localidad      | Lleva a la EX-117, desde donde se puede ir a Zarza la Mayor o a Piedras Albas.                                                                 |
| CC-49 Carretera de Coria          | Norte de la localidad      | Lleva a Portaje y de ahí a la EX-109, desde donde se puede ir a Torrejoncillo o a Coria. Tiene una salida secundaria a Pescueza y Cachorrilla. |

## Símbolos
El escudo heráldico de Ceclavín fue aprobado mediante la Orden de 5 de noviembre de 1997, por la que se aprueba el Escudo Heráldico, para el Ayuntamiento de Ceclavín, publicada en el Diario Oficial de Extremadura el 22 de noviembre de 1997 luego de aprobar el expediente el pleno del ayuntamiento el 28 de febrero de 1997 y emitir informe favorable el Consejo Asesor de Honores y Distinciones de la Junta de Extremadura el 16 de julio de 1997. 

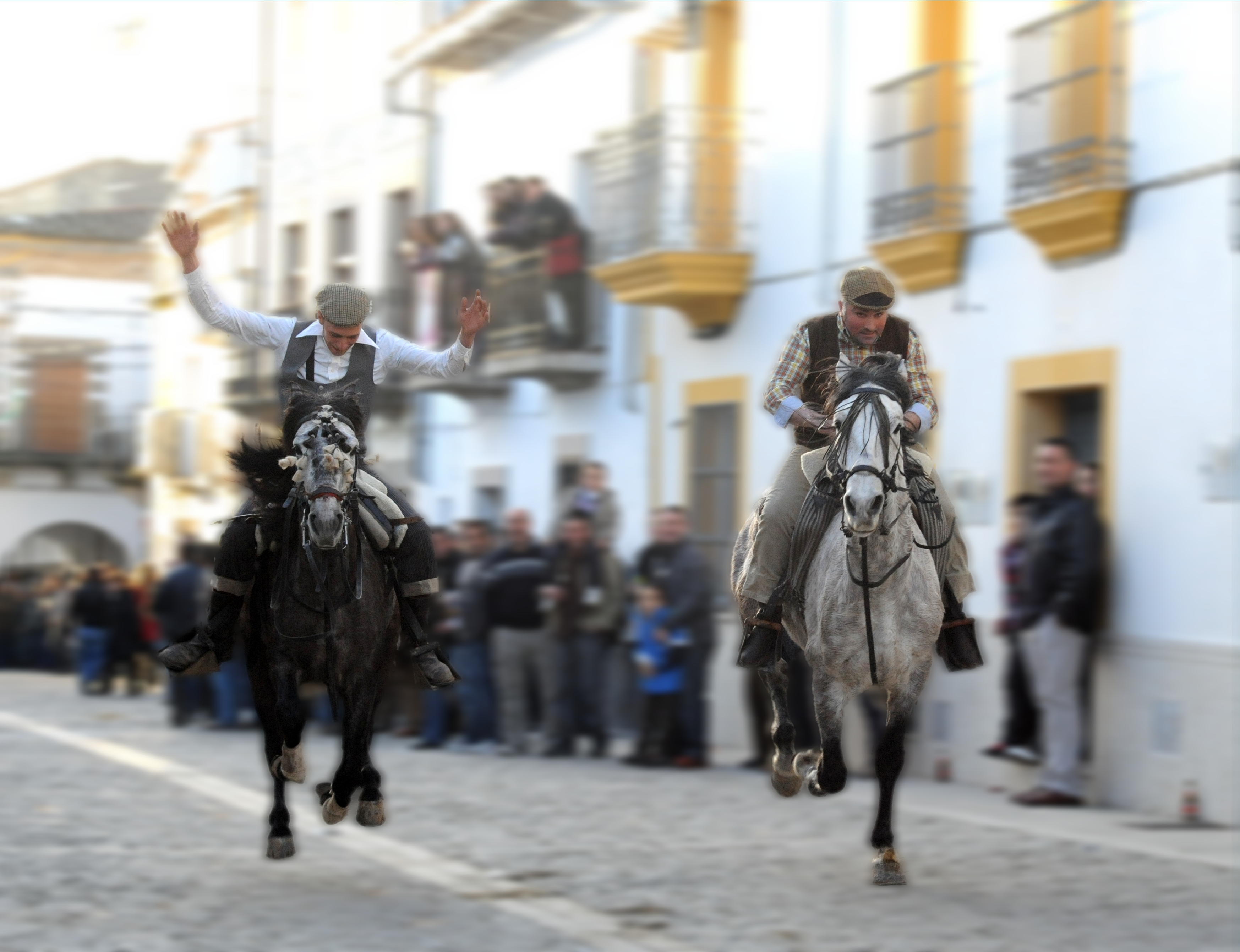
Día de los Caballos en Ceclavín

El escudo se define oficialmente así:

Escudo cuartelado en cruz. Primero, de azur lienzo de muralla de plata cargada de dos cruces de Alcántara de sinople. Segundo, de plata, león rampante de gules. Tercero, de plata rollo de gules. Cuarto, de azur racimo de uvas de oro. Al timbre Corona Real cerrada.

## Administración y política

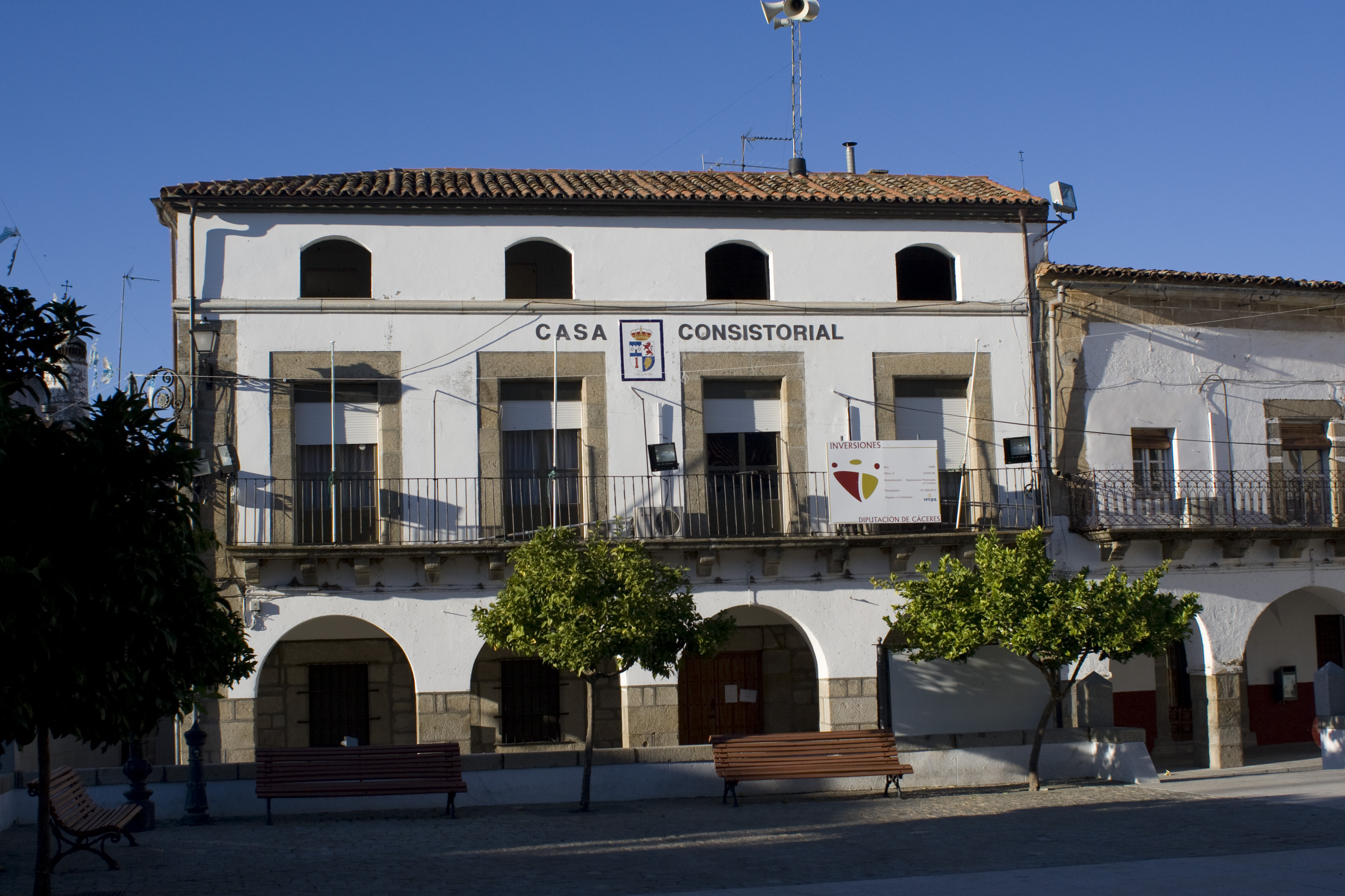
Casa consistorial de Ceclavín

| Periodo   | Nombre                                                                             | Partido                                             |
| --------- | ---------------------------------------------------------------------------------- | --------------------------------------------------- |
| 1979-1983 | Mariano Borrega                                                                    | PSOE                                                |
| 1983-1987 | ¿?                                                                                 | Ind.                                                |
| 1987-1991 | ¿?                                                                                 | PSOE                                                |
| 1991-1995 | Mariano Borrega                                                                    | PSOE                                                |
| 1995-1999 | Pedro Martín González                                                              | PSOE                                                |
| 1999-2003 | Pedro Martín González                                                              | PSOE                                                |
| 2003-2007 | Pedro Martín González                                                              | PSOE                                                |
| 2007-2011 | Pedro Martín González (hasta enero de 2011) Ana María Amores (desde enero de 2011) | PSOE                                                |
| 2011-2015 | Juana Chaparro                                                                     | AICE                                                |
| 2015-2019 | Ana María Amores                                                                   | PSOE                                                |
| 2019-2023 | Inmaculada Montaña Lucas Monroy                                                    | Archivo:PREx-CREx Regionalistas logo.jpg Extremeños |
| 2023-act. | Arturo González Macías                                                             |                                                     |

## Servicios públicos

### Educación
El pueblo cuenta con el IESO Cella Vinaria.

### Sanidad
Pertenece al área de salud de Coria y dentro de ella es sede de una zona de salud que comprende los municipios de Acehúche, Ceclavín y Zarza la Mayor. En el municipio hay un centro de salud y dos farmacias.

## Patrimonio

### Arquitectura religiosa
Ceclavín destaca dentro de su comarca por ser el municipio con mayor número de ermitas. Fernando Claros destaca la existencia de 17 ermitas a las que se suma la Iglesia parroquial:
- Iglesia parroquial de Nuestra Señora del Olmo, se empezó a edificar en 1495, trabajaron los maestros canteros de la Orden de Alcántara, logrando una de las mejores muestras del gótico tardío en Extremadura, aunque ya se deja ver las nuevas corrientes en arquitectura. Se acabó de construir en 1557. En su interior guarda un magnífico retablo renacentista y un órgano barroco que precisa restauración. El conjunto ha sido declarado Monumento Histórico-Artístico.[6]

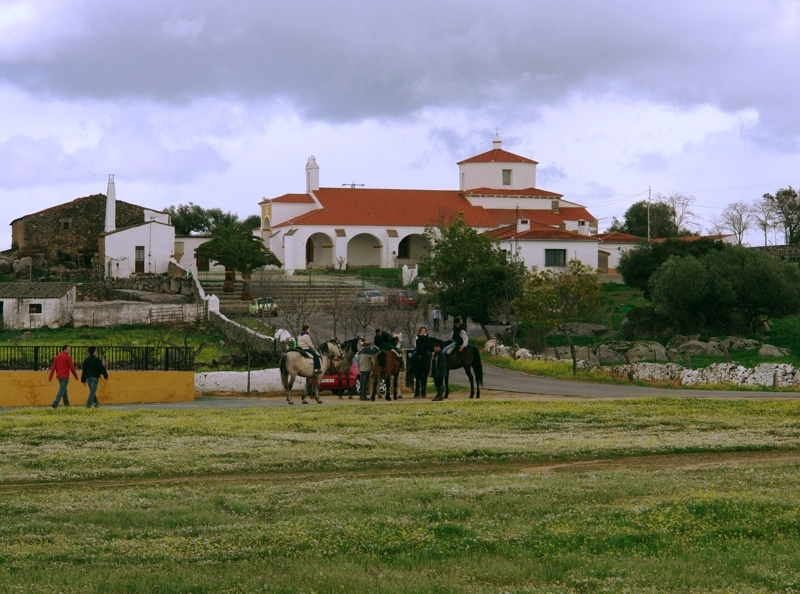
Ermita de la Virgen del Encinar

- Ermita de la Virgen del Encinar, 2 km al norte del pueblo, construida en el siglo XVIII, dedicada a la Virgen del Encinar, patrona de la villa. Su historia comienza en la época romana, de la que se conservan hoy en día dos lápidas cercanas al edificio actual de la ermita. En su interior la ermita cuenta con un grupo escultórico creado en 1760 sobre un encinar que recoge la idea de la cristianización de América.[32] Sobre esta posible construcción se levanta la leyenda de Jesús Sánchez Bustamante.[33] Cuenta la leyenda que Sánchez Bustamante se fue a Bolivia e hizo una fortuna. En la hacienda en la que residía había una encina donde enterró a su mujer. Una noche, Tupac, indio que trabajaba en la hacienda, quiso  enfurecer a su amo e intentó cortar la encima. Con los primeros golpes la encina comenzó a ensangrentarse y de la encina salió una imagen de un Cristo crucificado. Cuando Sánchez Bustamante regresó a Ceclavín levantó la ermita del Encinar y se retiró allí hasta su muerte.[34][35]
- Ermita de San Pedro, del siglo XVII.
- Ermita de San Lorenzo, terminada en 1635.
- Ermita de San Antón, del siglo XVII.
- Ermita de San Diego, del siglo XVII.
- Ermita de San Sebastián, terminada en 1670.
- Ermita del Santo Cristo del Sepulcro, del siglo XVII.
- Ermita de la Soledad o del Humilladero, al noreste del pueblo, del siglo XVII.
- Ermita de Santa Ana, terminada en 1546.
- Las ruinas de la Ermita de San Pablo, del siglo XVI.
- Ermita de la Misericordia
- Ermita de San Gregorio, convertida en un fuerte militar.
- Ermita de San Juan, convertida en un fuerte militar.
- Ermita de San Pedro de la Hedegosa
- Ermita de San Salvador
- Ermita de San Marcos
- Ermita del Buen Pastor

### Arquitectura civil

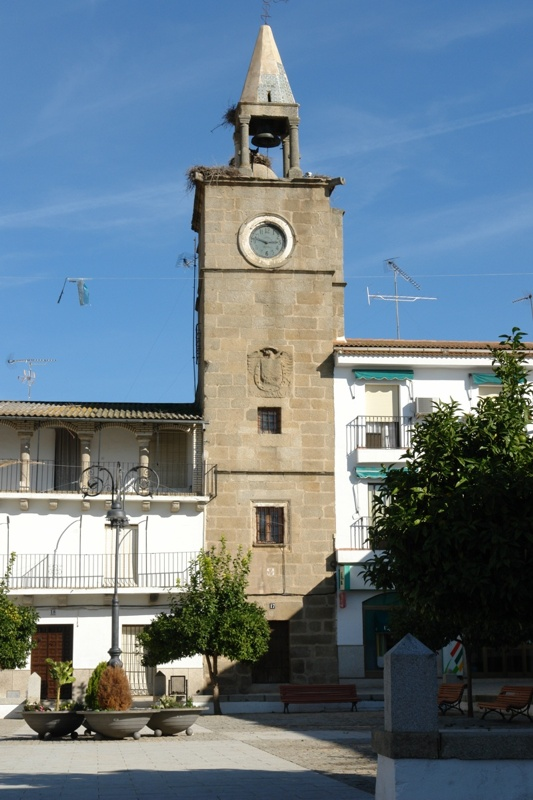
Torre del reloj

En Ceclavín se conserva en perfecto estado el rollo jurisdiccional de la villa. Es de estilo manuelino (gótico tardío de influencia portuguesa). Consta de basa, fuste (decorado con bolas entre helicoides) y cuatro brazos en cruz figurando cabezas de animales.
La Torre del Reloj, sita en la plaza, está construida con sillares de granito y muestra un escudo de Felipe II, con un águila grabada en piedra. El edificio está rematado por un templete sostenido por cuatro columnas y cubierto exteriormente por azulejos de estilo talaverano. En su interior está colocada la campana del reloj y acoge en su suelo, sin pretil, nidadas de cigüeñas. Por la parte posterior sobresale una cúpula que sirve de bóveda a la escalera.
El carácter de la plaza se completa con los soportales o portales de arcos de medio punto, abovedados en su interior, donde se encuentra el Ayuntamiento, de construcción típica dentro de la arquitectura propia de Ceclavín.
Existen numerosas casas de arquitectura tradicional ceclavinera en la calle Granadera, en la calle Larga y en muchas otras. La casa tradicional de Ceclavín se encuadra dentro de la casa extremeña, con ciertas singularidades. Debido a la abundancia del material rocoso del entorno, está construida con profusión de piedra (pizarra y granito) lo que propicia el uso del arco y la bóveda. Las fachadas se construyen con sillares de granito o bien en mampostería enlucida salvo los recercos de puertas y ventanas que se presentan con jambas de canterias y adinteladas. Es de singular interés los bálcones de piedra y los escudos nobiliarios que se observan en algunas casas.
Por la belleza y la singularidad de sus chimeneas, Ceclavín pertenece a los pueblos de la Ruta de las Chimeneas.

## Cultura
El 31 de mayo de 2014 se celebró en Ceclavín un encuentro de escritores extremeños venidos de dentro y fuera de Extremadura uniendo sus savias para poner en valor la cultura de esta tierra y de sus gentes. En este acto se hizo un doble homenaje a los poetas ceclavineros Asunción Delgado y Antonio Herrero Alvarado.

## Patrimonio cultural inmaterial

### Fiestas
En Ceclavín se celebran las siguientes fiestas locales:

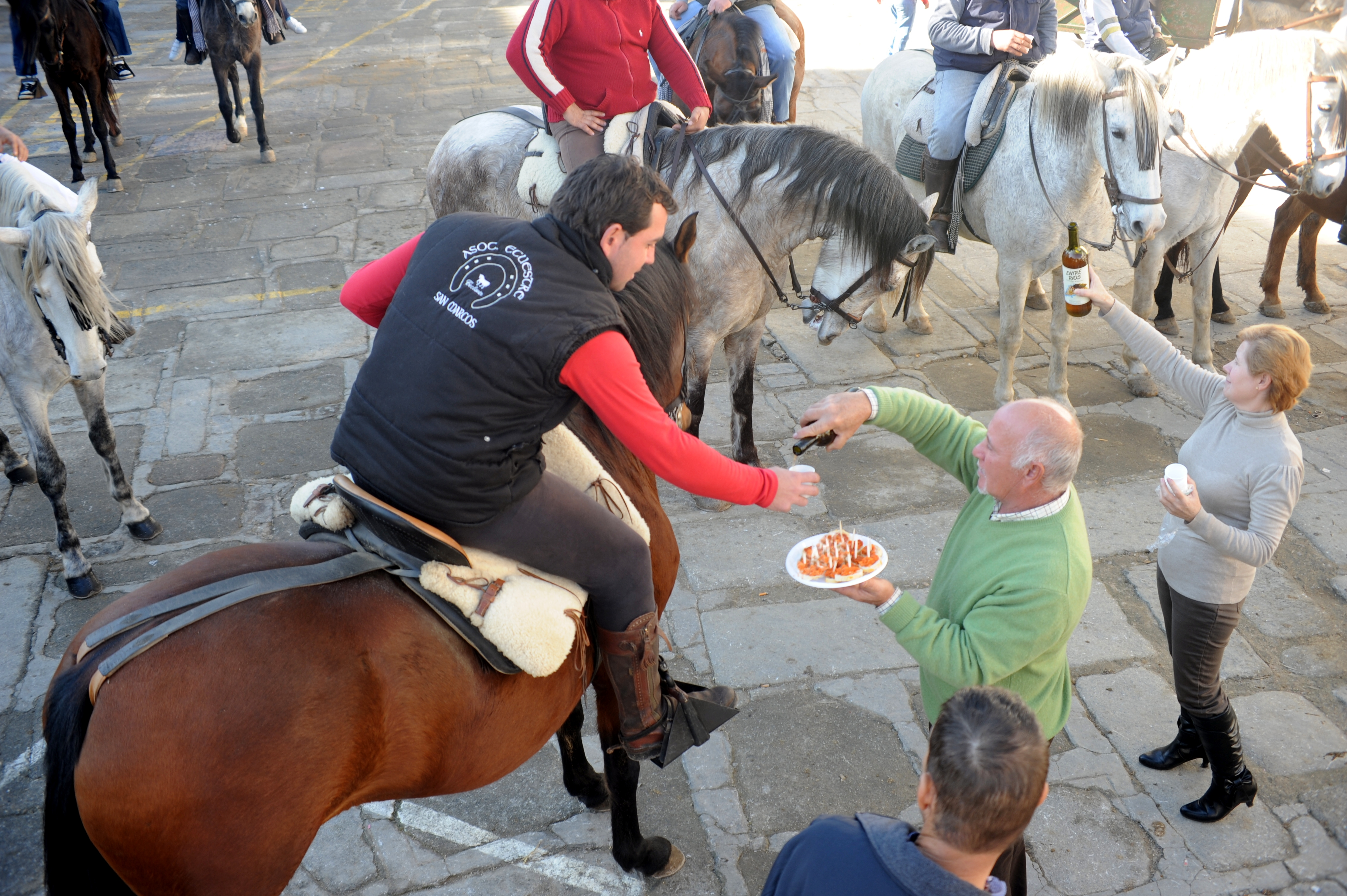
Ofreciendo patateras y vino de pitarra en el Día de los Caballos

- Hoguera de San Antón, 16 de enero.
- Hoguera de San Sebastianino, 19 de enero.
- Sermón de Gracia, el Martes de Pascua.
- Romería de San Marcos, el 25 de abril.
- Fiesta del Ramo, cada 4 años en la primera semana de agosto.
- Fiesta del Emigrante y Día de la Ensandía, el 15 de agosto.
- San Miguel, el 29 de septiembre.
- La Borrasca, la fiesta comienza el 23 de diciembre con La Machorrita y termina el 27 con el segundo Día de los Caballos.

### Tradiciones
Artesanía

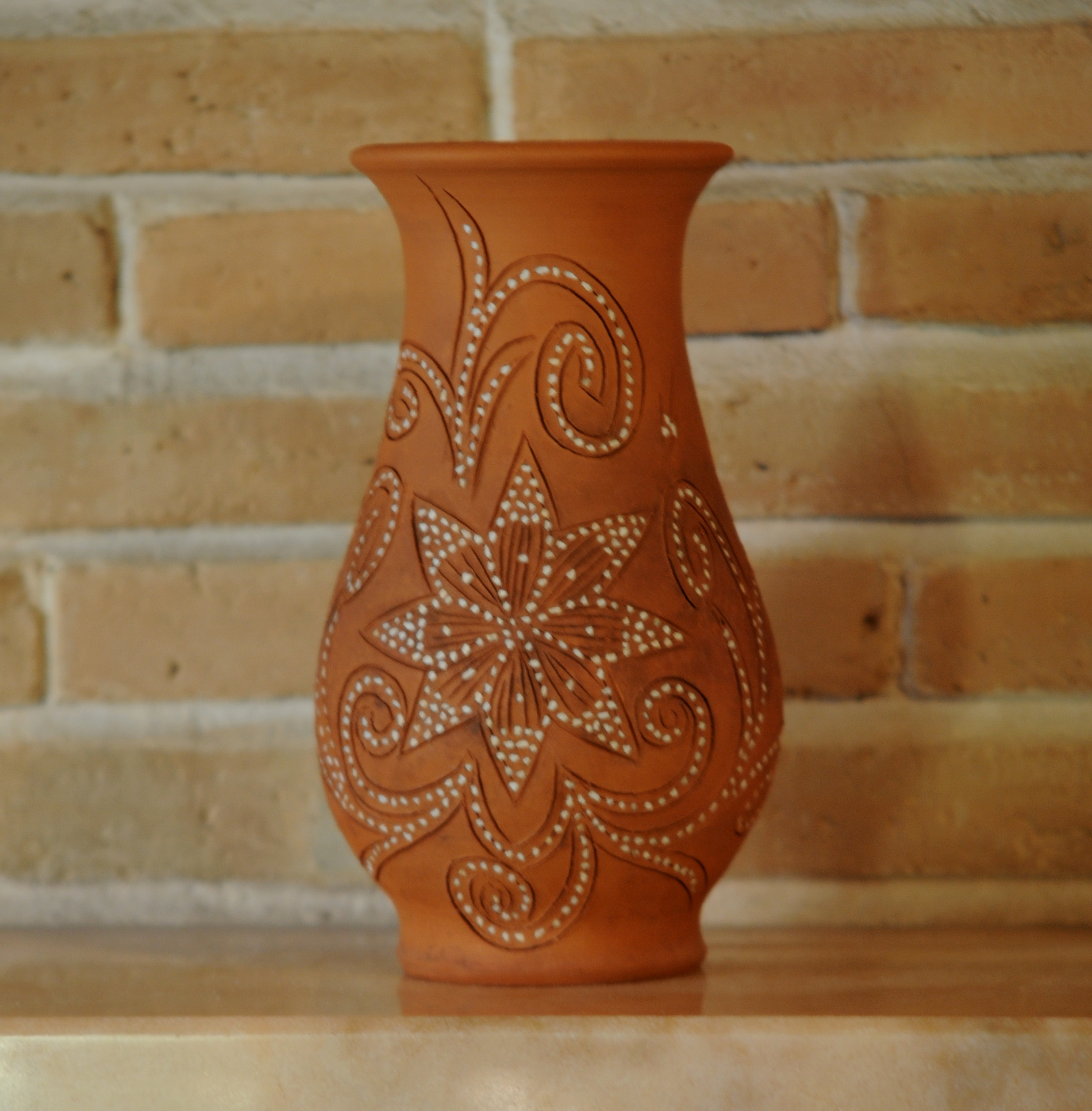
Barro enchinao, artesanía tradicional de Ceclavín

La artesanía en la villa de Ceclavín es considerada como un oficio familiar que se ha transmitido de generación en generación, con la particularidad de que antiguamente se difundía exclusivamente por línea paterna.
Destaca el fino trabajo en oro y plata de los orfebres heredado de los antiguos orives judíos, con sus exquisitas filigranas en gargantillas, pendientes, verguetas y otros adornos tradicionales como los galápagos. 
El proceso de fabricación de las vasijas, o alfarería, no dista de los procesos comunes de la alfarería. Lo que diferencia la alfarería ceclavinera son sus modalidades decorativas: el enchinao y el dibujo con tierra blanca.
El famoso barro enchinao consiste en la decoración con figuras florales y estrelladas de las vasijas mediante la incrustación de diminutos fragmentos de cuarzo, obtenidos al machacar un guijarro de ese material, muy abundante en la cuenca de la zona. Estas pequeñas chinas se colocan sin ninguna plantilla configurando el dibujo. El barro enchinao estaba dedicado especialmente a jarras de agua, platos calados y bariconas. El dibujo con tierra blanca consiste en plasmar este material en el barro cuando ya ha tenido el primer secado. Posteriormente se le aplica un englobe transparente conocido como “albedrío”. Este material también se obtiene de la cuenca de la zona.

### Gastronomía

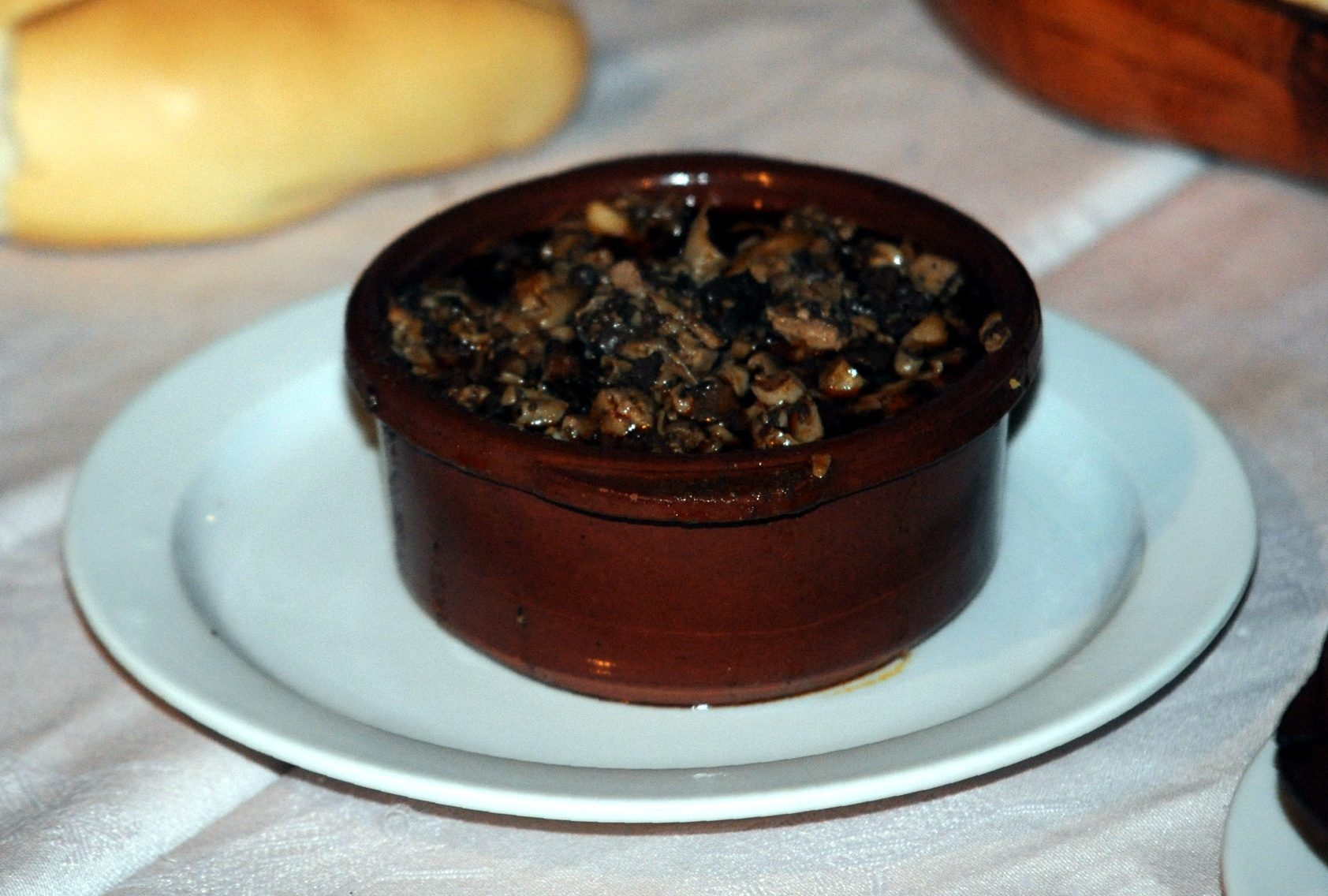
Chanfaina

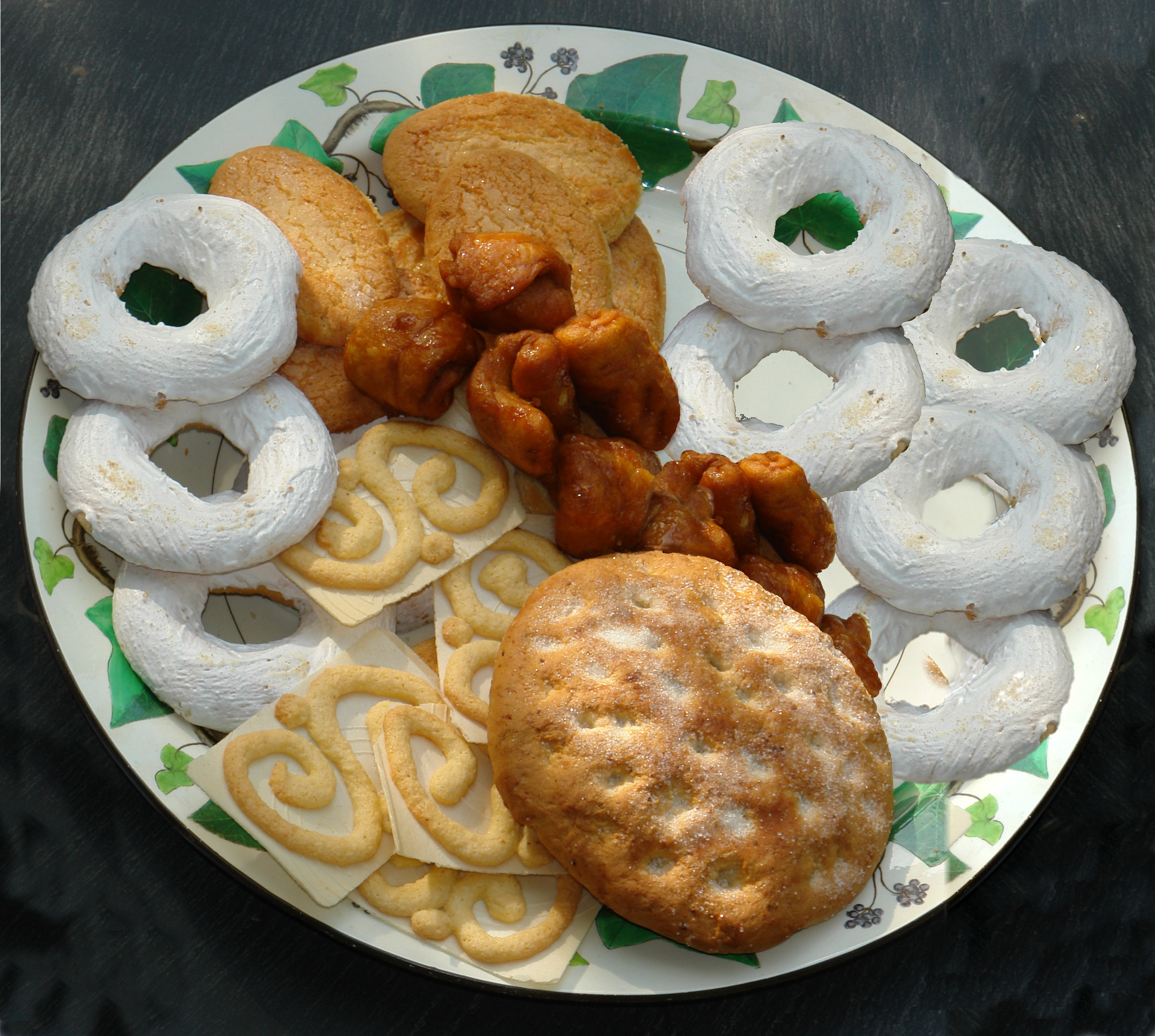
Dulces de Ceclavín: roscas bañadas, perrunillas, coquillos, mazapanes y bollos azucarados

Ceclavín cuenta con una gran tradición culinaria que, a través de los siglos, se ha ido trasmitiendo de generación en generación.
Los principales platos son:
- La chanfaina.
- El cochifrito
- Las migas.
- La entomatá.
- El gazpacho de poleo.
- Los peces en escabeche.
- La ensalada de morujas.
- El mojo de patatas.
- El cocido.
- Los cagajones.
- Los habichuelinos chicos o carillas.

Los principales postres son:
- La cazuela de arroz.
- La leche migá.
- Los arrepápalos o cagajones dulces.
- La leche frita.
- La crema tostada
- El tocino de cielo.

Entre los embutidos destacan las patateras, las perejileras o paneras, los chorizos blanco y rojo, el lomo y el buche.
Entre los dulces están los coquillos, los bollos azucarados, las perrunillas, las roscas bañás, los respelados, los tirabuzones, los nuégados, las magdalenas, los mantecados, las mantecadas, los mazapanes y las tenquillas.
Enología

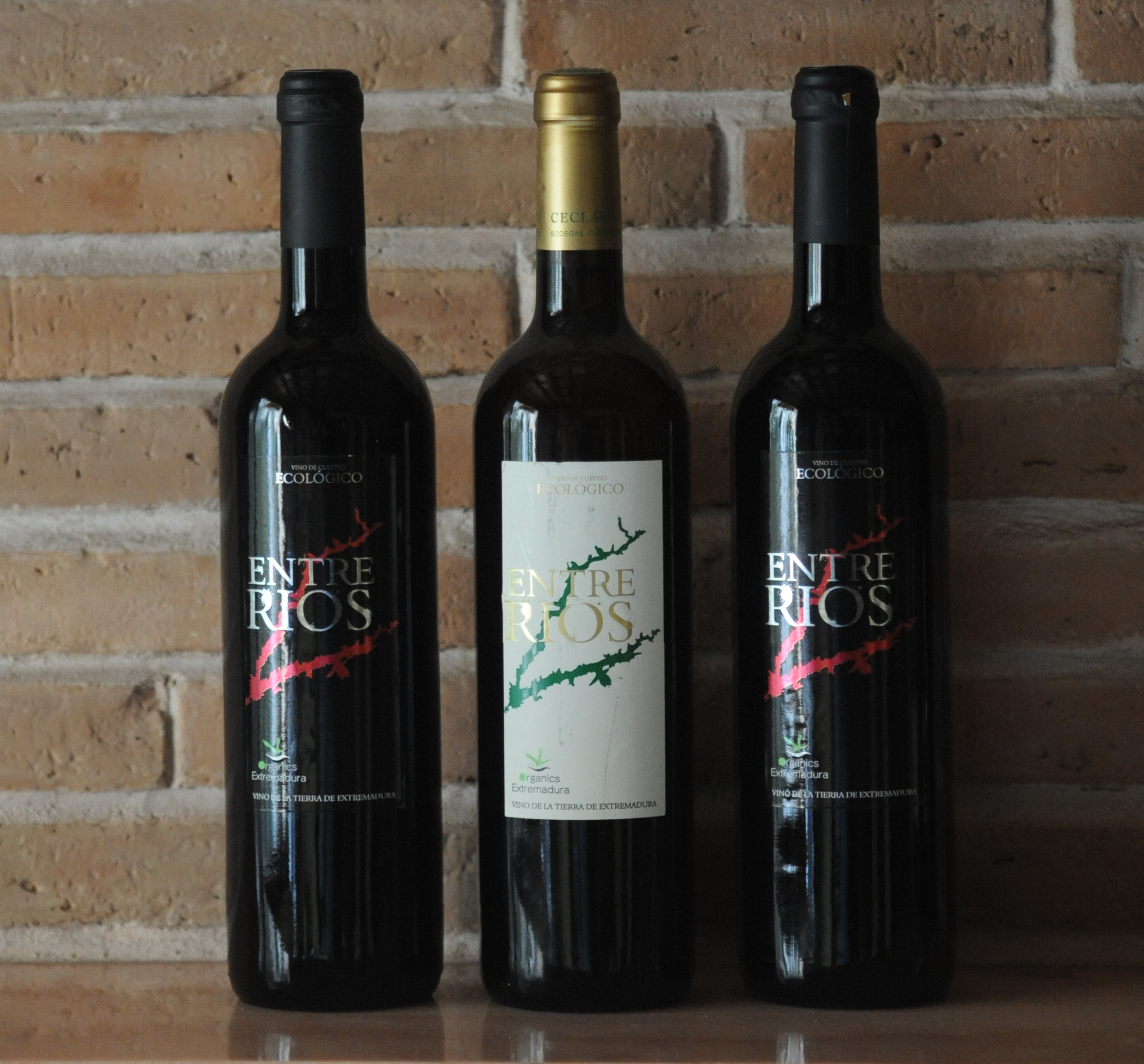
Vino de pitarra de Ceclavín

La tradición vinícola de Ceclavín se remonta a tiempos muy antiguos, como lo demuestra la existencia de lagaretas esculpidas en la propia piedra, en canchales en medio de las viñas. En época romana podemos suponer su importancia a través del posible significado del propio nombre del pueblo (Ceclavín, Cella-vini, bodega de vino).
Los caldos del municipio siempre han sido muy apreciados. Se cuenta que el emperador Carlos V gustaba del vino de Ceclavín durante su estancia en el Monasterio de Yuste. 
El vino de estas tierras se llama vino de pitarra. El primer testimonio escrito que alude al nombre genérico de estos vinos extremeños de pitarra está asociado al del conquistador del Perú, Francisco Pizarro, ya que según sus propias palabras no podía faltar en su dieta diaria migas con vino de pitarra. 
La elaboración de estos vinos de pitarra es totalmente artesanal y se realiza en pequeñas bodegas familiares, sin embargo mención aparte merece la bodega de Eustaquio, que embotella su producción de vino ecológico (Entre Ríos) encaminada a la venta y la exportación.

## Personas destacadas

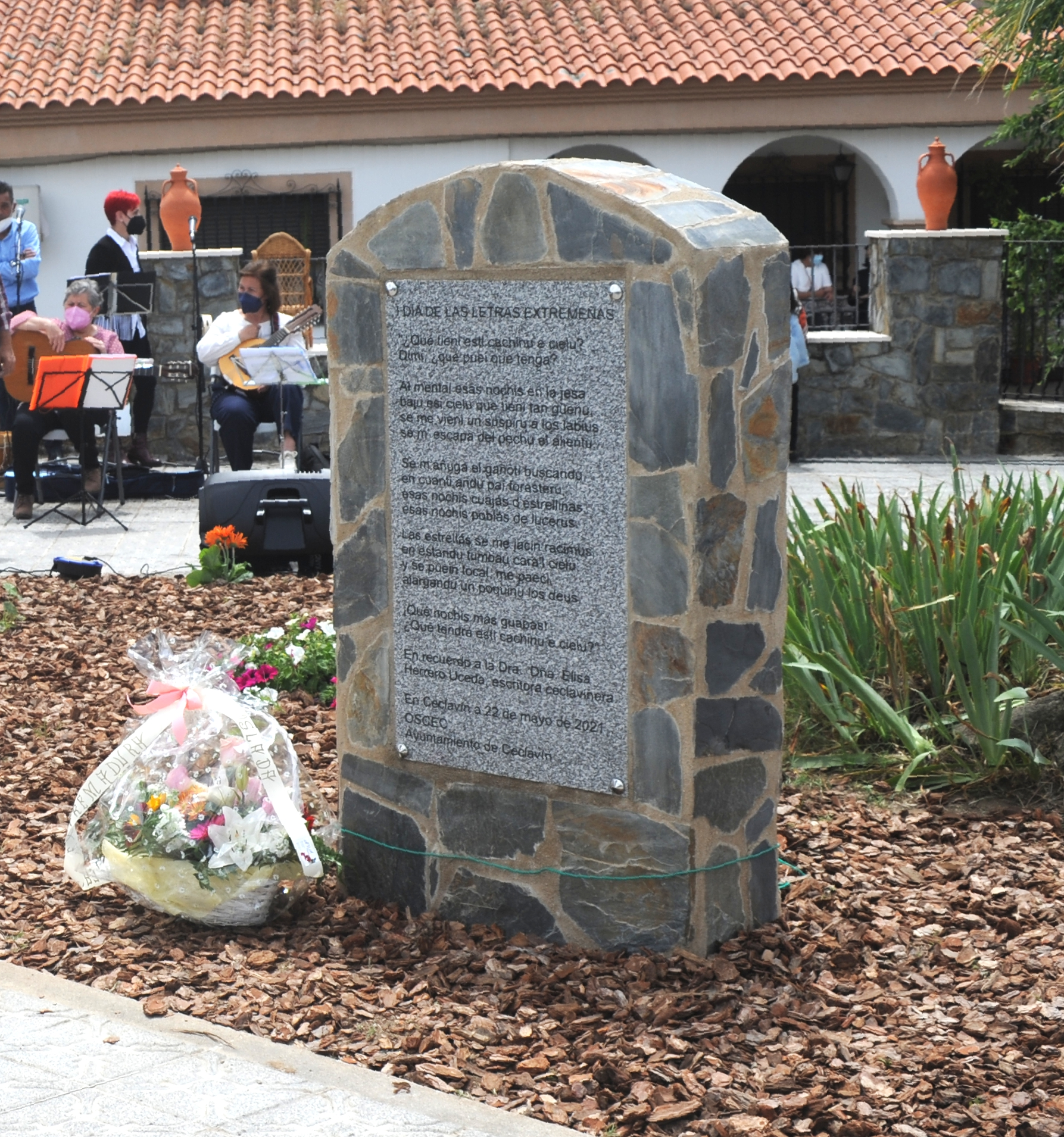
Monumento dedicado a la escritora ceclavinera Elisa Herrero Uceda. Ceclavín